# ترافيس رامزي
ترافيس رامزي (بالإنجليزية: Travis Ramsey)‏ هو لاعب هوكي الجليد أمريكي، ولد في 16 مايو 1983 في لاكيووود في الولايات المتحدة.

## وصلات خارجية
- ترافيس رامزي على موقع دوري الهوكي الوطني (الإنجليزية)
- ترافيس رامزي على موقع EliteProspects.com (الإنجليزية)
- ترافيس رامزي على موقع HockeyDB.com (الإنجليزية)